# Subártico

Mapa global del subártico.

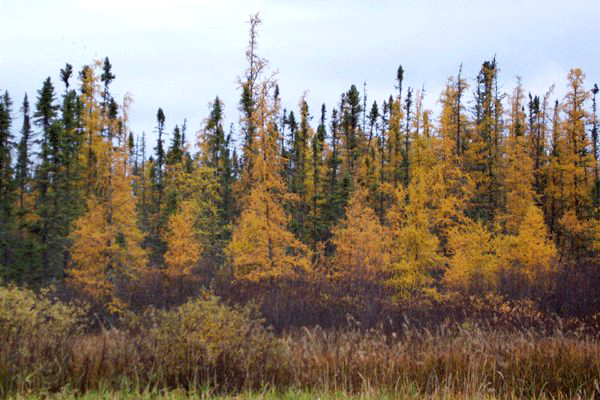
Vegetación subártica en Canadá (Larix laricina)

El subártico  es un clima o paisaje del hemisferio Norte inmediatamente al sur del auténtico ártico y que cubre gran parte de Alaska, Canadá, el norte de Escandinavia, Siberia, y el norte de Mongolia. Generalmente, las regiones subárticas se encuentran entre las latitudes 50°N y 70°N, dependiendo de los climas locales.

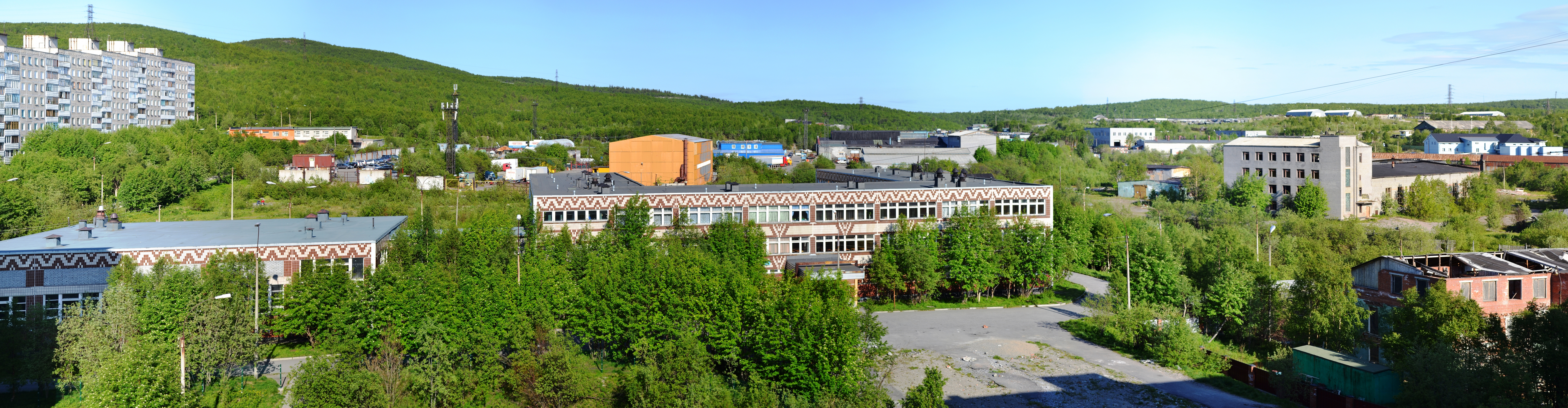
Murmansk en el mes de junio

Excepto en las zonas adyacentes a las corrientes oceánicas calientes, hay casi siempre un permafrost continuo debido a los inviernos muy fríos. Esto implica que construir en la mayoría de las regiones subárticas es muy difícil y caro: hay pocas ciudades, (siendo Murmansk la más grande) y generalmente pequeñas, además hay pocas carreteras y no existen ferrocarriles. Una consecuencia importante es que el transporte tiende a limitarse a aviones, helicópteros y, en verano, los barcos de río.

## Clima y suelos
Entre uno y tres meses al año las temperaturas superan los 10 °C. En general presentan pocas precipitaciones debido a la baja humedad del aire frío, aumentando en los meses más cálidos yendo de moderado en Norteamérica a extremas en la región oriental de Rusia. No hay glaciares debido a la ausencia de precipitaciones en invierno, salvo en las zonas más húmedas donde abundan, y se estima que desde el Pleistoceno quedaron cubriertas incluso las zonas de menor altitud.
Los suelos del subártico son generalmente muy ácidos debido en gran medida a la influencia de la vegetación de la taiga y los pantanos de turba, que tienden a acidificar el suelo, así como la extrema facilidad con que la lixiviación de los nutrientes tiene lugar, incluso en las zonas más marcadamente glaciares. Los órdenes de suelo dominante son Podzol y más al norte Gelisols.

## Vegetación

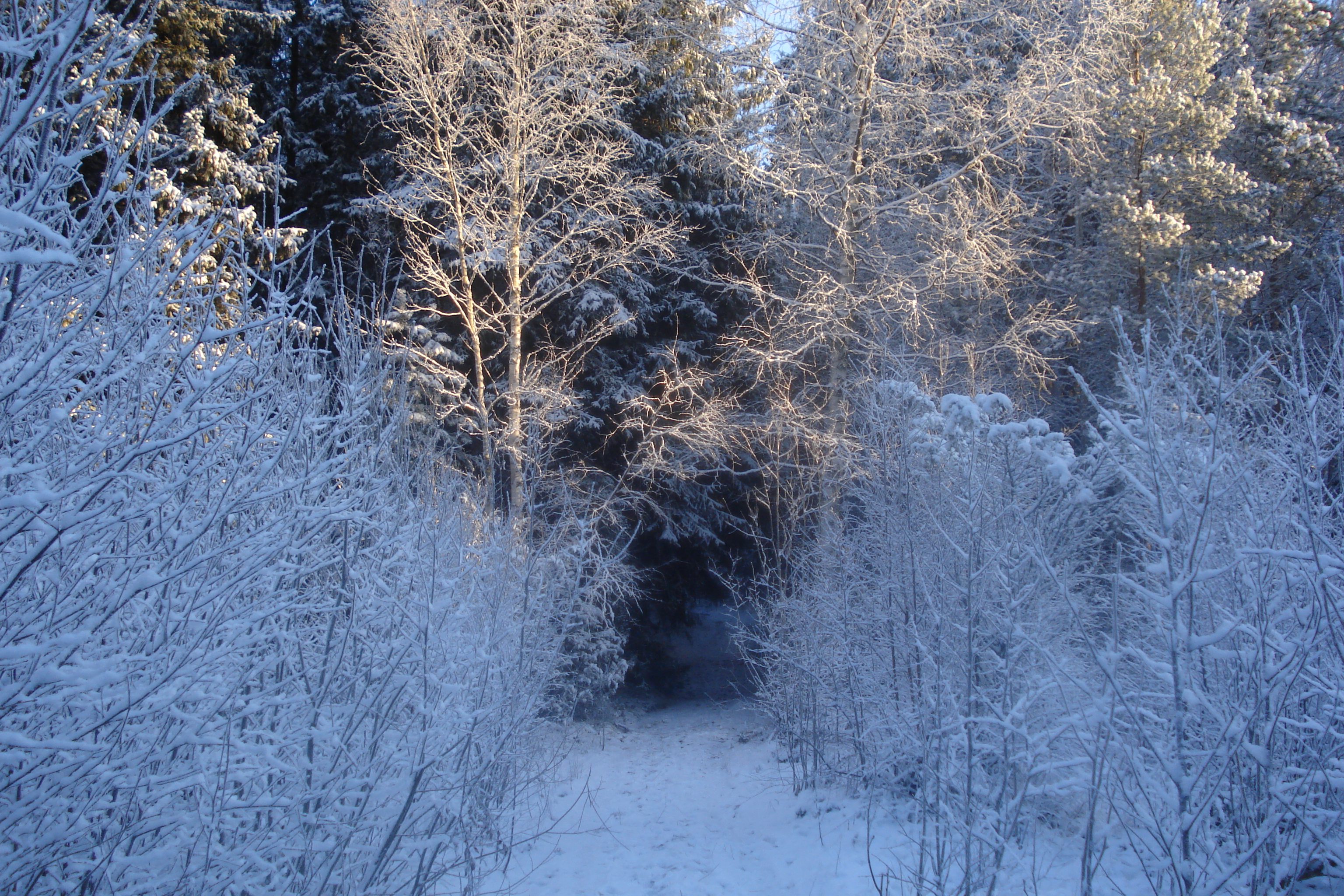
Bosque boreal en Finlandia

Las regiones subárticas se caracterizan a menudo por tener una vegetación de bosque de taiga, aunque si los inviernos son relativamente suaves, como en el norte de Noruega, puede haber bosques de angiospermas; aunque en algunos casos los suelos siguen estando demasiado saturados durante casi todo el año para permitir el crecimiento de ningún árbol, y la vegetación dominante es un herbazal turboso dominado por hierbas y ciperáceas. 

## Fauna
Típicamente, hay sólo unas cuantas especies de grandes mamíferos terrestres en las regiones subárticas, siendo los más importantes los alces (Alces alces), osos, renos Rangifer tarandus, y el lobo (Canis lupus). La agricultura se limita principalmente a la ganadería, aunque en algunas áreas se puede cultivar cebada. Canadá y Siberia son muy ricas en minerales, principalmente níquel, molibdeno, cobalto, plomo, zinc y (desde 1940) uranio, mientras que los Grandes Bancos y el Mar de Ojotsk son dos de los caladeros más ricos de pesca en el mundo y proporcionan sustento a muchos pueblos pequeños.